# Deutsche Fußball-Amateurmeisterschaft 1986
Deutscher Fußball-Amateurmeister 1986 wurde der BVL 08 Remscheid. Im Finale im Remscheider Röntgen-Stadion siegten sie am 21. Juni 1986 mit 2:1 n. V.  gegen den VfR Bürstadt.

## Teilnehmende Mannschaften
Sechs Meister der acht Oberliga-Staffeln sowie die Vize-Meister der Oberligen Südwest und Bayern aus der Saison 1985/86 spielten in einer Aufstiegsrunde die vier Aufsteiger für die 2. Bundesliga aus. Neben fünf Vize-Meistern und dem Dritten der Oberliga Nord nahmen am Wettbewerb um die deutsche Amateurmeisterschaft mit Worms und Landshut (beide keine Lizenz für die 2.Bundesliga) auch zwei Meister teil.
| Mannschaften | Mannschaften            | Ligen Saison 1985/86       |
|              | SV Meppen               | Oberliga Nord              |
|              | 1. Traber FC Mariendorf | Oberliga Berlin            |
|              | TuS Paderborn-Neuhaus   | Oberliga Westfalen         |
|              | BVL 08 Remscheid        | Oberliga Nordrhein         |
|              | VfR Bürstadt            | Oberliga Hessen            |
|              | Wormatia Worms          | Oberliga Südwest           |
|              | Freiburger FC           | Oberliga Baden-Württemberg |
|              | SpVgg Landshut          | Bayernliga                 |

## 1. Runde
Hinspiele: Sa/So 24./25.05.     Rückspiele: Sa/So 31.05./01.06.
|                  | Gesamt |                         | Hinspiel | Rückspiel |
| ---------------- | ------ | ----------------------- | -------- | --------- |
| Wormatia Worms   | 4:3    | Freiburger FC           | 2:1      | 2:2       |
| VfR Bürstadt     | 3:2    | SV Meppen               | 0:1      | 3:1 n. V. |
| BVL 08 Remscheid | 5:2    | TuS Paderborn-Neuhaus   | 3:1      | 2:1       |
| SpVgg Landshut   | 4:1    | 1. Traber FC Mariendorf | 2:0      | 2:1       |

## Halbfinale
Hinspiele: Sa/So 07./08.06.     Rückspiele: Sa/So 14./15.06.
|                | Gesamt |                  | Hinspiel | Rückspiel |
| -------------- | ------ | ---------------- | -------- | --------- |
| SpVgg Landshut | 2:4    | VfR Bürstadt     | 2:2      | 0:2       |
| Wormatia Worms | 1:5    | BVL 08 Remscheid | 0:3      | 1:2       |

## Finale
| BVL 08 Remscheid                                      | BVL 08 Remscheid | VfR Bürstadt | VfR Bürstadt |
| ----------------------------------------------------- | --- | --- | ------------ |
| BVL 08 Remscheid                                      | \| Samstag, 21. Juni 1986 in Remscheid (Röntgen-Stadion) \| \| Ergebnis: 2:1 n. V. (1:1, 1:1) \| \| Zuschauer: 8.000 \| \| Schiedsrichter: Werner Schütte (Gelsenkirchen) \|                                                                   | \| Samstag, 21. Juni 1986 in Remscheid (Röntgen-Stadion) \| \| Ergebnis: 2:1 n. V. (1:1, 1:1) \| \| Zuschauer: 8.000 \| \| Schiedsrichter: Werner Schütte (Gelsenkirchen) \|                                                        | VfR Bürstadt |
| BVL 08 Remscheid                                      | André Stocki – Kurt Balewski – Hans-Werner Fuchs, Karl Rohr, Dirk Schröter – Yahiro Kazama, Zdenko Kosanović, Martin Reimann (106. Vonk) – Andreas Köhler, Frank Kremer, Michael Brühl (99. Peter Hanschmann) Cheftrainer: Horst Döppenschmitt | Uwe Radmacher – Peter Schwarz – Ludwig Brenner, D. Schwarz, Djuradj Vasic – Christian Schopen, Helmut Vorreiter, Harald Kowarz – Gerhard Rohatsch, Ruh (77. Bernd Gramminger), Erich Schmiedl (96. Stier) Cheftrainer: Willi Reuter | VfR Bürstadt |
| BVL 08 Remscheid                                      | 1:0 Andreas Köhler (13.) 2:1 Andreas Köhler (113.) | 1:1 Helmut Vorreiter (30.) | VfR Bürstadt |
| BVL 08 Remscheid                                      | Balewski, Kosanović | D. Schwarz, Schopen, Rohatsch | VfR Bürstadt |
| Samstag, 21. Juni 1986 in Remscheid (Röntgen-Stadion) | | |              |
| Ergebnis: 2:1 n. V. (1:1, 1:1)                        | | |              |
| Zuschauer: 8.000                                      | | |              |
| Schiedsrichter: Werner Schütte (Gelsenkirchen)        | | |              |